# 傳化股份
浙江傳化股份有限公司，簡稱浙江傳化股份，以及浙江傳化（英語：Zhejiang Transfar Co.,Ltd.，深交所：002010），於1986年由徐傳化、徐冠巨（董事長）等父子創立，名為「蕭山市寧圍助劑廠」。
現時業務在國內經營生產及銷售各類化工產品，總部位於杭州市萧山经济技术开发区。該股份於2004年6月29日於深交所中小板上市，招股價為9.91元人民幣，發行新股為8,000万股，集資額為8億元人民幣。

## 連結
- Transfarchem.com （页面存档备份，存于）